# Volksabstimmungen in der Schweiz 1980
Dieser Artikel bietet eine Übersicht der Volksabstimmungen in der Schweiz im Jahr 1980.
In der Schweiz fanden auf Bundesebene sechs Volksabstimmungen statt, im Rahmen zweier Urnengänge am 2. März und 30. November. Dabei handelte es sich um eine Volksinitiative, vier obligatorische Referenden und ein fakultatives Referendum.

## Abstimmungen am 2. März 1980

### Ergebnisse
| Nr. | Vorlage                                                                                    | Art | Stimm- berechtigte | Abgegebene Stimmen | Beteiligung | Gültige Stimmen | Ja        | Nein      | Ja-Anteil | Nein-Anteil | Stände | Ergebnis |
| --- | ------------------------------------------------------------------------------------------ | --- | ------------------ | ------------------ | ----------- | --------------- | --------- | --------- | --------- | ----------- | ------ | -------- |
| 299 | Eidgenössische Volksinitiative «betreffend die vollständige Trennung von Kirche und Staat» | VI  | 3'907'773          | 1'354'703          | 34,66 %     | 1'334'050       | '0281'475 | 1'052'575 | 21,10 %   | 78,90 %     | 0:23   | nein     |
| 300 | Bundesbeschluss vom 22. Juni 1979 über die Neuordnung der Landesversorgung                 | OR  | 3'907'773          | 1'346'756          | 34,45 %     | 1'298'016       | 1'117'007 | '0181'009 | 86,05 %   | 13,95 %     | 23:0   | ja       |

### Trennung von Kirche und Staat
Das Verhältnis zwischen Kirche und Staat regelte jeder Kanton unterschiedlich, wobei nur die Kantone Genf und Neuenburg eine vollständige Trennung kannten. In allen anderen Kantonen waren die römisch-katholische und die evangelisch-reformierte Kirche als öffentlich-rechtliche Institutionen anerkannt und besassen gewisse Privilegien. Mit einer 1976 eingereichten Volksinitiative wollte ein Aktionskomitee die Kirchen in sämtlichen Kantonen in rein privatrechtliche Institutionen umwandeln. Innerhalb zweier Jahre nach Inkrafttreten des Artikels sollten die bestehenden Verbindungen aufgehoben sein. Bundesrat und Parlament wiesen die Initiative zurück, Unterstützung erhielt sie einzig von Linksaussenparteien und den Jungfreisinnigen. Sie bezeichneten die Privilegien der Landeskirchen als nicht mehr gerechtfertigt und bestritten ihre sozialen Funktionen, da der Staat diese sukzessive übernehme. Die meisten übrigen Parteien sprachen sich gegen die Initiative aus und betonten die kantonale Autonomie bei der Regelung des Verhältnisses von Kirche und Staat, an der weiterhin festgehalten werden solle. Bei Volk und Ständen war die Initiative letztlich völlig chancenlos.

### Neuordnung der Landesversorgung
Die Ölkrise von 1973 und kurzfristige Versorgungsengpässe bei Zucker und Reis machten deutlich, dass eine Versorgungspolitik, die nur auf Kriegssituationen ausgerichtet ist, in modernen Krisenlagen nicht mehr genügte. 1977 beantragte der Bundesrat eine neue Verfassungsbestimmung, welche allgemein die Sicherstellung der Versorgung mit lebenswichtigen Gütern und Dienstleistungen ermöglichen sollte. Parallel dazu stellte eine eingesetzte Expertenkommission den Entwurf für ein Gesetz vor, das unter anderem den Ausbau von Pflichtlagern für nicht importierende Unternehmen vorsah. Der neue Verfassungsartikel war weitgehend unbestritten, doch die Wirtschaftsverbände und die FDP forderten eine engere Formulierung, damit der Bund die neue Kompetenz nicht für Konjunktur- und Strukturpolitik missbrauchen könne. Nachdem der Bundesrat Staatseingriffe auf schwere Mangellagen beschränkte, «welche die Wirtschaft nicht selber zu beheben vermag», passierte die Vorlage das Parlament ohne Gegenstimme. Praktisch sämtliche Parteien und Wirtschaftsverbände unterstützten die Vorlage, entsprechend war die Zustimmung sehr deutlich.

## Abstimmungen am 30. November 1980

### Ergebnisse
| Nr. | Vorlage | Art | Stimm- berechtigte | Abgegebene Stimmen | Beteiligung | Gültige Stimmen | Ja        | Nein    | Ja-Anteil | Nein-Anteil | Stände | Ergebnis |
| --- | --- | --- | ------------------ | ------------------ | ----------- | --------------- | --------- | ------- | --------- | ----------- | ------ | -------- |
| 301 | Bundesgesetz über den Strassenverkehr, Änderung vom 21. März 1980 (Sicherheitsgurten und Schutzhelme)                                                                 | FR  | 3'935'792          | 1'655'324          | 42,06 %     | 1'633'109       | '0841'901 | 791'208 | 51,55 %   | 48,45 %     | –      | ja       |
| 302 | Bundesbeschluss vom 20. Juni 1980 über die Aufhebung des Kantonsanteiles am Reinertrag der Stempelabgaben                                                             | OR  | 3'935'792          | 1'647'982          | 41,86 %     | 1'574'755       | 1'059'760 | 514'995 | 67,30 %   | 32,70 %     | 20:3   | ja       |
| 303 | Bundesbeschluss vom 20. Juni 1980 über die Neuverteilung der Reineinnahmen der Eidgenössischen Alkoholverwaltung aus der fiskalischen Belastung der gebrannten Wasser | OR  | 3'935'792          | 1'648'859          | 41,88 %     | 1'587'227       | 1'127'595 | 459'632 | 71,04 %   | 28,96 %     | 21:2   | ja       |
| 304 | Bundesbeschluss vom 20. Juni 1980 über die Revision der Brotgetreideordnung des Landes                                                                                | OR  | 3'935'792          | 1'647'769          | 41,91 %     | 1'594'016       | 1'012'812 | 581'204 | 63,54 %   | 36,46 %     | 20:3   | ja       |

### Gurten- und Schutzhelmobligatorium
Um das Tragen von Sicherheitsgurten beim Autofahren durchzusetzen, verordnete der Bundesrat 1976 ein Obligatorium für die Vordersitze. Doch das Bundesgericht hob diese Verordnung 1977 wieder auf, da sie keine gesetzliche Grundlage hatte. Im Januar 1979 beantragte der Bundesrat eine Teilrevision des Strassenverkehrsgesetzes. Für Insassen von Motorwagen sollte ein Gurtenobligatorium gelten, ausserdem sollten Nutzer motorisierter Zweiräder zwingend Sturzhelme tragen. In der Romandie erwuchs der Vorlage starker Widerstand. Ein von französischsprachigen Nationalräten eingebrachter Rückweisungsantrag scheiterte deutlich. Nach der Verabschiedung der Gesetzesänderung durch beide Parlamentskammern ergriff die «Vereinigung gegen technische Missbräuche» aus dem Kanton Wallis mit Unterstützung der LPS mit Erfolg das Referendum. Im sehr emotional geführten Abstimmungskampf machten die Gegner geltend, dass der Bund dem Bürger keine Massnahmen zum Selbstschutz aufzwingen dürfe, da dies ein unzulässiger Eingriff in die persönliche Freiheit sei. Auf der anderen Seite wiesen fast alle Parteien sowie Arbeitgeber- und Umweltschutzorganisationen wiederholt auf die Unfallstatistiken hin. So war die Zahl der Verkehrstoten seit dem Bundesgerichtsurteil um 19 Prozent angestiegen, die Zahl der Verletzten um 16 Prozent. Eine knappe Mehrheit der Abstimmenden nahm die Vorlage an, wobei sich die lateinische Schweiz überaus deutlich dagegen ausgesprochen hatte. Die Zustimmung reichte von 13,7 Prozent im Wallis bis 75,4 Prozent in Basel-Stadt.

### Kantonsanteile an den Stempelabgaben
Nach der erneuten Ablehnung der Mehrwertsteuer durch Volk und Stände im Mai 1979 fielen die erhofften Mehreinnahmen zur Verringerung des weiterhin grossen Budgetdefizits weg, weshalb der Bundesrat weitere Ausgabenkürzungen in Betracht ziehen musste. Im Januar 1980 schlug er dem Parlament verschiedene Massnahmen vor, die ab 1981 zu jährlichen Einsparungen von rund 700 Millionen Franken führen sollten. In drei Fällen waren Verfassungsänderungen erforderlich, die jeweils dem obligatorischen Referendum unterstanden. Die erste sah die Aufhebung des 20-prozentigen Anteils der Kantone am Reinertrag der Stempelabgaben vor, wobei das Parlament diese Massnahme bis 1985 befristete. Dadurch sollten dem Bund etwa 135 Millionen zufliessen. Ausser der PdA und den POCH sowie einzelnen FDP- und SP-Kantonalparteien unterstützten alle Parteien die Vorlage. Die Gegner machten föderalistische Bedenken geltend und stellten sich gegen sich eine einseitige Sanierungspolitik zulasten der Kantone. Über zwei Drittel der Abstimmenden nahmen die Vorlage an, Nein-Mehrheiten gab es in den Kantonen Jura, Neuenburg und Waadt.

### Alkoholeinnahmen
Die zweite Massnahme betraf den Abbau des Anteils der Kantone an den Reineinnahmen der Eidgenössischen Alkoholverwaltung. Dabei sollten die Kantone nur noch den in der Bundesverfassung festgeschriebenen Anteil von fünf Prozent erhalten, der für die Bekämpfung der Folgen des Alkoholismus bestimmt war. Die dem Bund neu zufliessenden Mittel in der Höhe von rund 135 Millionen Franken sollten wie bisher zweckgebunden bleiben und waren für die Finanzierung der AHV reserviert. Auch hier legte das Parlament eine Frist bis 1985 fest. Die Ausgangslage in der Abstimmungskampagne war weitgehend identisch mit jener zur Vorlage über die Stempelabgaben. Das Ergebnis fiel noch etwas deutlicher aus, mit Nein-Mehrheiten in den Kantonen Jura und Neuenburg.

### Brotgetreideordnung
Als dritte Massnahme schlug der Bundesrat die vollständige Aufhebung der Bundesbeiträge zur Verbilligung von Brot vor, die zu Beginn des Ersten Weltkriegs eingeführt worden waren. Dadurch sollten jährlich zwischen 27 und 40 Millionen Franken eingespart werden. Hier setzten sich neben den Linksaussenparteien auch der Schweizerische Gewerkschaftsbund, der Christlichnationale Gewerkschaftsbund und fast die Hälfte der SP-Kantonalparteien zur Wehr, während die nationale SP Stimmfreigabe beschloss. Die Gegner betonten, diese Sparmassnahme treffe durch die unweigerlich steigenden Brotpreise vor allem wirtschaftlich schwache Konsumenten. Andererseits argumentierten die Befürworter, dass der Anteil von Brot an den gesamten Ernährungsausgaben in den letzten Jahrzehnten stark zurückgegangen sei. Mit der Verbilligung des Brotgetreides würden mittlerweile hauptsächlich Feingebäck und Patisserie subventioniert, was nicht dem ursprünglichen Sinn der Massnahme entspreche. Auch diese Vorlage fand deutliche Zustimmung, mit Nein-Mehrheiten in den Kantonen Jura, Neuenburg, Tessin und Wallis.